# Norton (Suffolk)
Norton – wieś w Anglii, w hrabstwie Suffolk, w dystrykcie Mid Suffolk. Leży 29 km na północny zachód od miasta Ipswich i 108 km na północny wschód od Londynu.